# بلوفیش (نرم‌افزار)
بلوفیش ویرایشگر متن آزاد و متن‌باز است که از آن در زمینه‌های مختلف برنامه‌نویسی و طراحی سایت‌های پویا استفاده می‌کنند. سطح گسترده‌ای از زبان‌ها توسط بلوفیش پشتیبانی می‌شوند که از این جمله می‌توان به این موارد اشاره نمود: اچ‌تی‌ام‌ال، اکس‌اچ‌تی‌ام‌ال، سی‌اس‌اس، اکس‌ام‌ال، پی‌اچ‌پی، جاوا اسکریپت، جاوا، گو، والا، ایدا، دی، اس‌کیوال، پرل، کلد فیوژن، جی‌اس‌پی، پایتون، روبی و شل. بلوفیش برای چندین سیتم‌عامل مختلف طراحی شده و می‌تواند بر روی لینوکس، ویندوز، سولاریس یا مک‌اواس‌اکس نصب شود. بلوفیش نسبت به سایر نرم‌افزارهای هم‌نوع، بسیار سبک و از جهت یادگیری بسیار ساده است. همچنین از طریق سی/جی‌تی‌کی+ توسعه داده شده و قابلیت هم‌گام‌سازی با گنوم را هم دارد.

## تاریخچه
بلوفیش در سال ۱۹۹۷ و با هدف ارائه کمک به افراد متخصص طراحی وب، در لینوکس، توسط «کریس مازوک» و «اولیور سسینک» طراحی و ساخته شد. از آن زمان تاکنون توسعه و گسترش بلوفیش توسط گروهای مختلف برنامه‌نویسی، تحت رهبری اولیور سسینک ادامه دارد. این پروژه نام‌های مختلفی در ابتدا داشت. اولین نامی که انتخاب شد، تی‌اچ‌تی‌ام‌ال ادیتور بود که بخاطر سخت بودنش کنار گذاشته شد. نام بعدی را پروسایت گذاشتند اما بخاطر اینکه نرم‌افزار آن‌ها با شرکت‌های کامپیوتری هم‌نام اشتباه گرفته نشود این نام نیز تغییر کرد و در نهایت به بلوفیش (ماهی آبی) تغییر نام پیدا کرد.

## ویژگی‌ها
- سبک
- پرسرعت
- قابلیت بازکردن فایل به شکل همزمان
- پشتیبانی از استانداردهای ارسال فایل همانند اف‌تی‌پی
- جستجوگر قدرتمند داخلی
- جعبه‌های کمکی در کنار نرم‌افزار
- بی‌نهایت خنثی‌سازی (undo/redo)
- نرم‌افزار غلط‌یابی زبان (نیاز به نصب گزینهٔ اضافی)
- بازگرداندن خودکار آخرین تغییرات بعد از هر راه‌اندازی مجدد یا بسته شدن ناگهانی
- آپلود و دانلود سایت
- ویراستار تمام صفحه
- پشتیبانی از بان‌های برنامه‌نویسی مختلف و قابلیت شخصی‌سازی
- پشتیبانی از کدبندی‌های مختلف - به شکل پیشفرض یوتی‌اف۸
- نوار ابزار و ابزارک‌های مربوط به اچ‌تی‌ام‌ال
- سازگار به گنوم و کی‌دی‌ای
- ترجمه شده به ۱۷ زبان[۱]

## پیوند
- وب‌گاه رسمی
- دانلود